# 順益關係企業
順益關係企業（英語：SHUNG YE GROUP）為臺灣一家商用車與大客車的代理商及製造商，源起於1947年創立之順益行，目前分別代理、組裝與銷售三菱扶桑卡客車與Mercedes-Benz重型商用車。

## 歷史
- 2016年，順益貿易與三菱扶桑卡客車合資成立台灣戴姆勒亞洲商車股份有限公司，為三菱扶桑卡客車全系列產品台灣唯一代理商。
- 2018年，順益車輛與裕益汽車引進全球頂級大客車Mercedes-Benz O500系列，同年順益貿易成為日本株式会社アルティア-車輛DPF清洗設備台灣獨佔經銷商。
- 2019年，順益貿易取得瑞典FOGMAKER高壓水霧滅火系統經銷權。
- 2020年6月10日，順益台灣美術館於順益行開幕，為順益台灣原住民博物館分館，展出開幕特展「福爾摩莎頌」[1][2]。

## 旗下事業
- 順益貿易
- 裕益汽車
- 順益汽車
- 安德順企業
- 健益汽車
- 順益車輛
- 聯晟汽車
- 順益財產保險代理人
- 順益租賃
- 順心車業
- 林迺翁文教基金會
- 順益台灣原住民博物館
- 順益台灣美術館
- 臺北市私立天鵝堡幼兒園
- 台灣戴姆勒亞洲商車股份有限公司

## 外部連結
- 順益貿易 （页面存档备份，存于）
- 裕益汽車 （页面存档备份，存于）
- 順益汽車 （页面存档备份，存于）
- 安德順企業 （页面存档备份，存于）
- 健益汽車工業 （页面存档备份，存于）
- 順益租賃 （页面存档备份，存于）
- 天鵝堡幼兒園 （页面存档备份，存于）
- 順益台灣原住民博物館 （页面存档备份，存于）
- 順益台灣美術館 （页面存档备份，存于）